# François Guérin d'Etoquigny
Pour les articles homonymes, voir Guérin et François Guérin.
René-Florimond-François Guérin d'Étoquigny, vicomte d'Étoquigny, né le 28 avril 1762 à Dieppe, mort le 28 avril 1831 à Saint-Germain-en-Laye (Yvelines), est un général français de la Révolution et de l’Empire.

## Biographie
Il fait ses études au collège d'Eu et en avril 1784, il entre comme élève à l'école royale des ponts et chaussées. Sorti en octobre 1788, il devient sous-lieutenant au 8e régiment de dragons le 15 septembre 1791. Il est nommé lieutenant le 23 décembre 1792, et en septembre 1793 il devient adjoint aux adjudants-généraux à l'état-major de l'armée des Alpes. À l'avant garde du camp de Tournoux, puis adjoint à l'adjudant-général Charton, il est envoyé à Entrevaux le 15 avril 1794. Le 26 septembre 1794, il est nommé provisoirement chef d'escadrons des hussards des Alpes par les représentants du peuple Albitte et Saliceti, et le 1er février 1795 il est nommé chef de brigade provisoire du 13e régiment de hussards par le représentant Cassanyes.
Il est destitué le 3 octobre 1795 pour ses opinions, mais il est renvoyé le 14 septembre 1796 à l'armée d'Italie avec rang de chef de brigade. Chef de corps du 10e régiment des chasseurs à cheval le 14 octobre 1796, il réussit à maintenir parmi ses soldats une discipline qui les empêche de suivre le mouvement insurrectionnel du reste de l'armée, ce qui lui vaut les éloges du Directoire.
Le 7 janvier 1797 il passe au 25e chasseurs à la conquête du royaume de Naples. Il prend à l'ennemi dix pièces de canon et se distingue à la journée de la Trebia. Breveté dans le grade de chef de brigade le 6 avril 1799, il est promu général de brigade provisoire sur le champ de bataille, par le général Macdonald, chargé de l'arrière-garde pendant la retraite de Toscane.
Après le coup d'État du 18 brumaire il commande l'arrière-garde à l'armée des Grisons et obtient des éloges de Macdonald. Il sert ensuite à l'armée de Hollande, en Italie, fit la campagne de 1809 à la tête de la 1re division de dragons ; est nommé, à la paix, gouverneur général de la Styrie et de la Carinthie, et en 1810 il commande la cavalerie à l'armée de Portugal.
Mécontent de quelques injustices commises à son égard, il donne ensuite sa démission et se retire dans ses foyers.
Les Bourbons, à leur rentrée, l'attachèrent à leur service. Après le 20 mars, il est appelé chez le roi et en reçoit une mission pour l'étranger dont le but est demeuré un mystère. Il ne rentre en France qu'après la bataille de Waterloo. Il est fait chevalier de Saint-Louis le 20 août 1814, et il est créé baron le 2 mars 1816.
Commandant de divers départements, il est fait lieutenant-général à l'occasion du baptême du duc de Bordeaux.
Nommé inspecteur général de gendarmerie le 3 juillet 1821, il prend sa retraite en 1830.

## Source
- « François Guérin d'Etoquigny », dans Charles Mullié, Biographie des célébrités militaires des armées de terre et de mer de 1789 à 1850, 1852 [détail de l’édition]
- « Cote LH/1219/68 », base Léonore, ministère français de la Culture
- Georges Six, Dictionnaire biographique des généraux & amiraux français de la Révolution et de l'Empire (1792-1814), Paris : Librairie G. Saffroy, 1934, 2 vol., p. 539-540